# Coeligena bonapartei
El inca ventridorado, inca de Bogotá, inca buchidorado o colibrí inca ventridorado (Coeligena bonapartei), es una especie de ave apodiforme de la familia Trochilidae (los colibríes) perteneciente al numeroso género Coeligena. Es endémico de los Andes orientales de Colombia.

## Distribución y hábitat
Su distribución se restringe a la cordillera oriental de los Andes de Colombia y su hábitat preferencial son las selvas húmedas y sus bordes, y jardines. También puede ser encontrado en bosques pigmeos y terrenos abiertos con vegetación escasa. En altitudes entre 2150 y 3000 m.

## Descripción
Mide en promedio 14,5 cm de longitud, y su largo pico mide 3,3 cm, pesa 6,5 g. La corona del macho adulto es negruzca con una mancha verde brillante sobre su pico. Su espalda es verde-dorada con grupas verde-cobrizo. Una mancha ante-rufa sobre sus plumas terciarias es conspicua durante el vuelo. El pecho es verde brillante, lo mismo que la garganta excepto por una pequeña mancha violeta en el centro. Su vientre de tono cobrizo a rojo-dorado es muy brillante.  Su cola es verde-bronce y levemente ahorquillada. La hembra adulta es similar aunque de colores más apagados; la mancha verde sobre el pico es mate, la garganta es ante, y el pecho es ante con numerosos puntos verdes. La hembra no poee la mancha en las plumas terciarias.

## Alimentación
Por lo general recorre un camino habitual que pasa por plantas en flor tales como Bomarea, Cavendishia, Fuchsia, Macleonia, Mutisia, y Palicouria, de cuyo néctar se alimenta.  También atrapa insectos en vuelo y los caza sobre las hojas.

## Sistemática

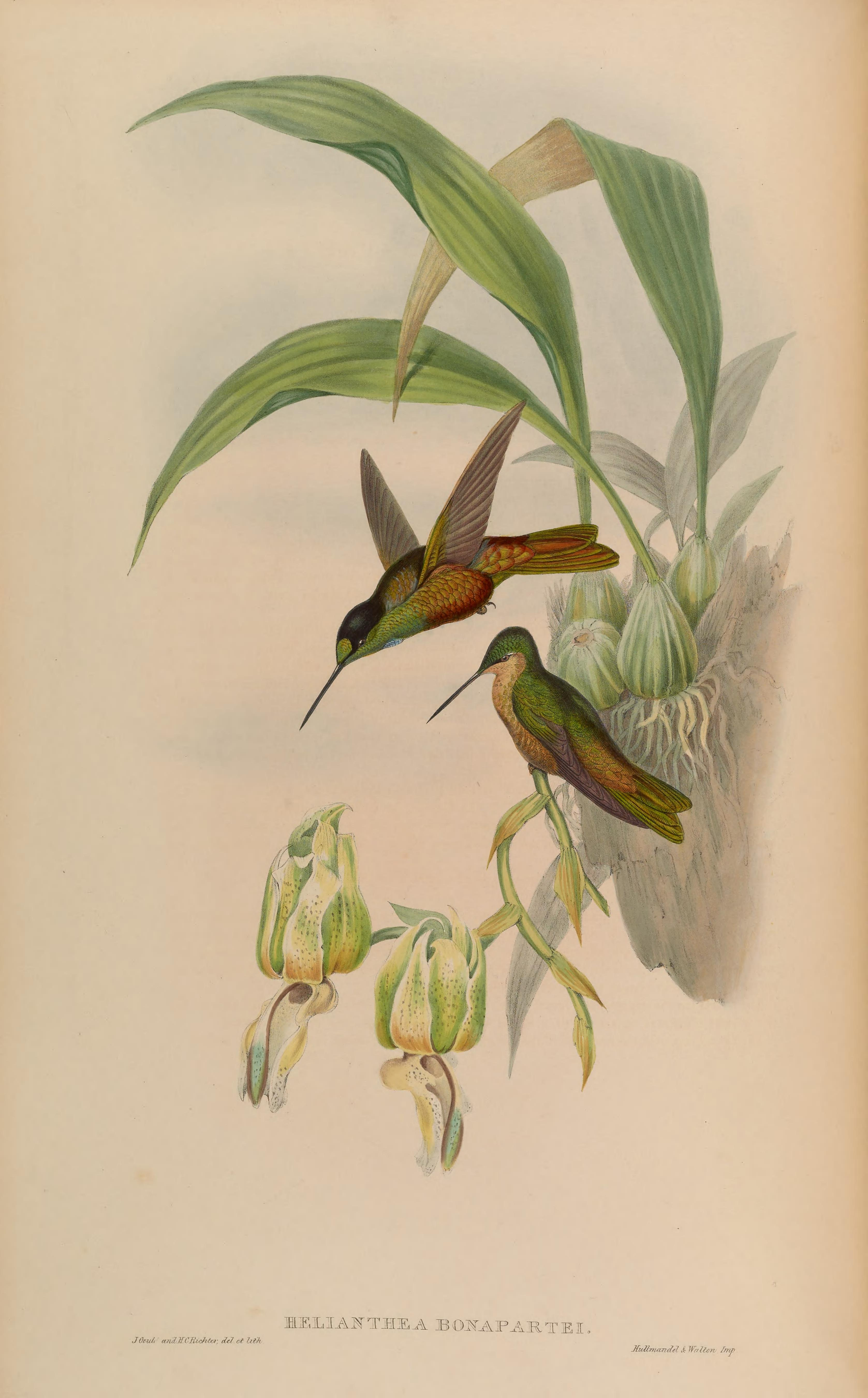
Helianthea bonapartei sinónimo de Coeligena bonapartei, ilustración de Gould y Richter en A monograph of the Trochilidae, or family of humming-birds 4, 1861.

### Descripción original
La especie C. bonapartei fue descrita por primera vez por el ornitólogo francés Auguste Boissonneau en 1840 bajo el nombre científico Ornismia bonapartei; su localidad tipo es: «Bogotá».

### Etimología
El nombre genérico femenino «Coeligena» deriva del nombre específico Ornismya coeligena cuyo epíteto proviene del latín moderno «coeligenus» que significa ‘celestial’, ‘nacido en el cielo’; y el nombre de la especie «bonapartei», conmemora al zoólogo francés Charles Lucien Bonaparte (1803–1857).

### Taxonomía
Las especies Coeligena consita y C. eos fueron tradicionalmente tratadas como subespecies de la presente especie, pero fueron elevadas por algunos autores a especies plenas con base en significativas diferencias de plumaje, lo que fue posteriormente seguido por las principales clasificaciones. Sin embargo, el Comité de Clasificación de Sudamérica (SACC), en la Propuesta No 139 rechazó la elevación de C. eos debido a la falta de evidencias significativas.
La especie Coeligena orina fue tratada como subespecie de la presente y conocida apenas por el holotipo, hasta su re-descubrimiento en 2004 cuando se confirmó su estatus de especie plena. El SACC reconoció la separación en la Propuesta No 185.
Es monotípica.